# Arkadiusz Radomski
Arkadiusz „Arek“ Radomski (* 27. Juni 1977 in Gniezno) ist ein ehemaliger polnischer Fußballspieler, der auf der Position eines Mittelfeldspielers spielte.

## Verein
Radomski begann seine Karriere bei seinem Heimatklub Mieszko Gniezno. Danach wechselte er zum polnischen Profiklub Lech Posen. Nach einer erfolgreichen Saison in Polens erster Liga siedelte er 1994 in die Niederlande über, um dort beim BV Veendam zu spielen.
Nach drei Jahren bei Veendam zog er weiter zu SC Heerenveen, wo er zum Nationalspieler reifte.
Nach acht Jahren in Heerenveen nahm er das Angebot von Austria Wien an und wechselte nach Österreich in die T-Mobile-Bundesliga. Er gewann mit Austria 2006 die Meisterschaft, sowie 2006 und 2007 den österreichischen Pokal. 2008 kehrte er in die Niederlande zurück und unterschrieb einen Vertrag für die folgenden zwei Jahre beim NEC Nijmegen. 2010 wechselte er zurück in seine Heimat zu Cracovia. Nach dem Abstieg 2012 wurde sein Vertrag nicht verlängert und Radomski war vereinslos.
Im März 2013 beschloss er trotz einiger Angebote aus dem In- und Ausland seine aktive Karriere zu beenden und als Sportdirektor der Fußballakademie Coerver Coaching Polska zu arbeiten.

## Nationalmannschaft
Arek Radomski absolvierte 30 Spiele für die polnische Fußballnationalmannschaft. Er war Teil der Mannschaft bei der Fußball-Weltmeisterschaft 2006.

## Erfolge
- Österreichischer Meister (2006)
- Österreichischer Pokalsieger (2006, 2007)
- WM-Teilnahme (2006)
- U16-Europameister (1993)